# Vaupillon
 Vaupillon  es una población y comuna francesa, en la región de  Centro, departamento de Eure y Loir, en el distrito de Nogent-le-Rotrou y cantón de La Loupe.

## Demografía
| 444 | 439 | 375 | 375 | 374 | 394 |
| Para los censos de 1962 a 1999 la población legal corresponde a la población sin duplicidades (Fuente: INSEE [Consultar]) |     |     |     |     |     |